# 左翼民主主義者 (イタリア)
左翼民主主義者（さよくみんしゅしゅぎしゃ、イタリア語: Democratici di Sinistra, "DS"）は、かつて存在したイタリアの政党。

## 概要
1998年、左翼民主党を改名して結成。マッシモ・ダレマが首相に就任した。2001年の総選挙では、シルヴィオ・ベルルスコーニの中道右派連合に敗北し、政権を奪取された。
2006年の総選挙では中道左派政党による「ルニオーネ（連合）」が僅差で勝利を収めた。これにより、政権を奪還し、ロマーノ・プローディ内閣が誕生した。与党中道左派連合で中核をになっている。
連立内閣において、内紛が絶えず、政権運営に難が生じたため、2007年4月、党大会で旧キリスト教民主主義などの流れをくむ中道政党マルゲリータとの合併と新党の結成を決めた。新党名は「民主党」であり、本格的な中道左派政党を設立することによって政権の安定を図るのが目的である。この事柄に関しては、元共産党とカトリック穏健派の合併ということもあって、ギャップが大きすぎるのでは、という批判の声も少なからず聞かれる。
2007年、民主党結成に伴い解散。

## 歴代書記長
- 初代 ： ワルテル・ヴェルトローニ（1998年 - 2001年）
- 第2代 ： ピエロ・ファッシノ（2001年 - 2007年）